# Zofianów
Zofianów – wieś w Polsce położona w województwie łódzkim, w powiecie rawskim, w gminie Biała Rawska.
Wieś wymieniana pod tą nazwą od lat 80. XX wieku. Wcześniej nosiła nazwę Kolonia Lesiew.
W latach 1975–1998 miejscowość administracyjnie należała do województwa skierniewickiego.